# Andigena
Andigena is een geslacht van vogels uit de familie toekans (Ramphastidae).

## Soorten
Het geslacht kent de volgende soorten:
- Andigena cucullata – Zwartkopbergtoekan
- Andigena hypoglauca – Zwartmaskerbergtoekan
- Andigena laminirostris – Zwartkruinbergtoekan
- Andigena nigrirostris – Witwangbergtoekan